# 부천상록학교
부천상록학교(富川常綠學校)는 경기도 부천시 원미구 춘의동에 있는 공립 특수학교이다.

## 연혁
- 2005년 1월 6일 : 부천상록학교 설립인가
- 2005년 3월 1일 : 초대 신준호 교장 취임
- 2005년 3월 4일 : 제 1회 입학식 및 시업식(유2, 초7, 중3, 고3. 계 15학급 편성)
- 2005년 4월 21일 : 제1회 개교기념식
- 2006년 2월 16일 : 제1회 졸업식(유2, 초10, 중4, 고1. 총 22명)
- 2008년 4월 28일 : 경기직업전환교육지원센터 개관
- 2018년 9월 1일 : 제6대 오재용 교장 취임
- 2019년 1월 11일 : 제14회 졸업식(유5, 초17, 중18, 고20, 총 60명), 제 10회 전공과 수료식(총 24명)
- 2019년 3월 1일 : 유치원 2학급, 초등학교 16학급, 중학교 9학급, 고등학교 9학급, 전공과 6학급, 순회학급 1학급, 계 43학급 편성, 재학생 266명 재학

## 자격증
부천상록학교는 발달장애인을 위한 직무인 힐마스터 자격증 보조기기 사후관리사 와 바리스타 등을 배울수 있으며 가끔식 바리스타 1급도 때가 되면 취득할수 있도록 되어있다. 휠마스터는 문화누림터에서 연습할수 있고 바리스타는 그 뒤에 실습공간이 따로 있어서 이용할 수 있다. 휠마스터는 문화누림터에서 연습할수 있고 바리스타는 그 뒤에 실습공간이 따로 있어서 이용할 수 있다.

## 전공과
고등학교를졸업하고 정신적 신체적으로 사회적 여려움을 겪는 장애인들이취업을 위해 대학교를 대신해 특수학교만의 전공과를 다닐수 있게만든 곳이다. 더쉽게 말해 특성화 고등학교 체제인 장애인 고등학교 연장판이라고 볼수 있다! 장애인들은 취업을 위해 과정의 어곳을 마치면 "특수전문고(특수학교+전문고) 체제의 전공과 과정 2년"을 마친게 된다." 합산할시 고등학교 생활만 5년이나 다니게 된다.